# تومي وليامز (لاعب كرة قدم بريطاني)
تومي وليامز (بالإنجليزية: Tommy Williams)‏ (18 ديسمبر 1957 في المملكة المتحدة - ) هو لاعب كرة قدم بريطاني في مركز الدفاع. لعب مع برمنغهام سيتي وغريمسبي تاون وليستر سيتي.

## وصلات خارجية
- تومي وليامز على موقع قاعدة بيانات كرة القدم.إي يو (الإنجليزية)